# August Adler
August Adler (Opava, Silésia Austríaca, 24 de janeiro de 1863 — Viena, 17 de outubro de 1923) foi um matemático tcheco e austríaco.

## Vida
Adler frequentou a escola em Troppau e estudou desde 1879 na Universidade Técnica de Viena e na Universidade de Viena, graduando-se em 1884 e obtendo seu doutorado. Desde 1885 foi assistente de astronomia e geodésia e desde 1888 professor na Döll's Realschule em Viena, 1890 suplemento em Klagenfurt e 1891 professor na alemã Realschule em Pilsen. Em 1895 tornou-se professor na Realschule Alemã em Praga, habilitado em 1901 e tornou-se professor na Universidade Técnica Alemã de Praga. Em 1906 tornou-se professor particular e diretor da escola secundária estatal em Viena.
Em 1906 ele deu uma nova prova do teorema de Lorenzo Mascheroni (1797), usando inversões, que as construções geométricas com compasso e régua também podem ser realizadas apenas com o compasso (teorema de Mohr-Mascheroni). Ele publicou sobre geometria descritiva, geometria algébrica (curvas espaciais de ordem superior, superfícies pautadas), instrumentos de desenho, resolução gráfica de equações e pedagogia matemática.
Em 1909 Adler publicou uma tabela matemática.

## Publicações
- Zur Theorie der Mascheronischen Konstruktionen, Sitzungsberichte Akad. Wiss. Wien, Math.-Naturw. Klasse, 1890, S. 910–916
- Theorie der geometrischen Konstruktionen, Leipzig 1906, Digitalisat
- Einführung in die Geometrie. Lehr- und Übungsbuch für die 1. Klasse der Realschule, Wien: Hölder 1908
- Grundriss der Geometrie. Lehr- und Übungsbuch für Realschulen. 1. Teil für die 2. Klasse der Realschule, Wien: Hölder 1908
- Fünfstellige Logarithmen, Leipzig, 1909